# Вашингтон (Міссурі)
Вашингтон (англ. Washington) — місто (англ. city) в США, в окрузі Франклін штату Міссурі. Населення — 14 500 осіб (2020).

## Географія
Вашингтон розташований за координатами 38°33′7″ пн. ш. 91°0′56″ зх. д. / 38.55194° пн. ш. 91.01556° зх. д. (38.551919, -91.015491).  За даними Бюро перепису населення США в 2010 році місто мало площу 25,55 км², з яких 24,19 км² — суходіл та 1,36 км² — водойми.

## Демографія
Згідно з переписом 2010 року, у місті мешкали 13 982 особи в 5863 домогосподарствах у складі 3665 родин. Густота населення становила 547 осіб/км².  Було 6319 помешкань (247/км²).
Расовий склад населення:
| - 96,7 % — білих - 0,7 % — чорних або афроамериканців - 0,5 % — азіатів - 0,1 % — вихідців з тихоокеанських островів - 0,1 % — корінних американців |

До двох чи більше рас належало 1,2 %. Частка іспаномовних становила 2,1 % від усіх жителів.
За віковим діапазоном населення розподілялося таким чином: 24,1 % — особи молодші 18 років, 58,9 % — особи у віці 18—64 років, 17,0 % — особи у віці 65 років та старші. Медіана віку мешканця становила 39,4 року. На 100 осіб жіночої статі у місті припадало 91,5 чоловіків;  на 100 жінок у віці від 18 років та старших — 87,7 чоловіків також старших 18 років.
Середній дохід на одне домашнє господарство  становив 63 839 доларів США (медіана — 47 178), а середній дохід на одну сім'ю — 77 823 долари (медіана — 66 358). Медіана доходів становила 51 347 доларів для чоловіків та 35 127 доларів для жінок. За межею бідності перебувало 11,4 % осіб, у тому числі 15,9 % дітей у віці до 18 років та 5,5 % осіб у віці 65 років та старших.
Цивільне працевлаштоване населення становило 6585 осіб. Основні галузі зайнятості: освіта, охорона здоров'я та соціальна допомога — 21,8 %, виробництво — 16,4 %, роздрібна торгівля — 13,5 %, мистецтво, розваги та відпочинок — 11,0 %.